# Yuxarı Kəbirli
Yuxarı Kəbirli è un comune dell'Azerbaigian situato nel distretto di Beyləqan. Conta una popolazione di 860 abitanti.